# HMCS Magnificent (CVL 21)
HMCS Magnificent (CVL 21) là một tàu sân bay hạng nhẹ thuộc lớp Majestic đã phục vụ cho Hải quân Hoàng gia Canada trong giai đoạn 1946–1956. Nó được cho ngừng hoạt động vào năm 1956 và tháo dỡ vào năm 1965.

## Thiết kế – Chế tạo – Sở hữu
Là chiếc thứ ba trong lớp Majestic, Magnificent được chế tạo bởi Harland & Wolff, được đặt lườn vào ngày 29 tháng 7 năm 1943 và hạ thủy vào ngày 16 tháng 11 năm 1944. Magnificent được Hải quân Hoàng gia Canada mua lại từ Hải quân Hoàng gia Anh để thay thế cho chiếc HMCS Warrior. Nó đã phục vụ trong nhiều vai trò khác nhau, hoạt động cả máy bay cánh cố định lẫn máy bay trực thăng.

## Lịch sử hoạt động
Trong phục vụ cùng Hải quân Hoàng gia Canada từ năm 1948, chiếc tàu sân bay thường được gọi thân mật là Maggie. Lực lượng máy bay phối thuộc cho nó bao gồm Fairey Firefly và Hawker Sea Fury, cũng như Seafire (một phiên bản Supermarine Spitfire dành cho tàu sân bay) và TBF Avenger.

### Cuộc "binh biến" 1949
Vào ngày 20 tháng 3 năm 1949, trong khi đang diễn tập hạm đội tại vùng biển Caribbe, 32 kỹ thuật viên bảo trì máy bay trên Magnificent đã từ chối thi hành mệnh lệnh đưa vào hoạt động để phản đối nhiều nỗi bất bình. Thuyền trưởng của con tàu đã hành động thận trọng nhằm làm lắng dịu cuộc khủng hoảng, mở một cuộc thảo luận không chính thức cùng các thành viên bất bình, và đã cẩn thận sử dụng từ "sự cố" thay vì "binh biến", vốn có thể đưa đến hậu quả pháp lý nặng nề cho những người liên can.
Hầu như cùng lúc đó, các sự kiện tương tự cũng xảy ra trên chiếc Crescent tại Nanjing, Trung Quốc và trên chiếc Athabaskan tại Manzanillo, Colima, México, nơi mà các thuyền trưởng cũng có phản ứng tương tự như trên chiếc Magnificent.

### Khủng hoảng kênh đào Suez
Vai trò cuối cùng của nó là tàu vận chuyển trong vụ Khủng hoảng kênh đào Suez, chuyên chở một phần lớn của Lực lượng gìn giữ hòa bình Canada đến Ai Cập, khi xe cộ của lực lượng này được cho đậu ngay trên sàn đáp.

### Ngừng hoạt động
Magnificent được cho ngừng hoạt động cùng Hải quân Hoàng gia Canada vào năm 1956, được thay thế bởi chiếc HMCS Bonaventure cùng lớp, rồi được hoàn trả cho Hải quân Hoàng gia Anh vào năm 1957 và được đưa về lực lượng dự bị. Nó được xóa khỏi Đăng bạ Hải quân Hoàng gia Anh vào năm 1965.